# Sophrops cantonensis
Sophrops cantonensis är en skalbaggsart som beskrevs av Rudolph Petrovitz 1969. Sophrops cantonensis ingår i släktet Sophrops och familjen Melolonthidae. Inga underarter finns listade i Catalogue of Life.